# Škoda Artic
Škoda Artic, також ARTIC або ForCity Smart, і до 2015 року Transtech Artic — модель зчленованих трамваїв з низькою підлогою, розроблена та виготовлена компанією Škoda Transtech Oy у Фінляндії. Вагони Škoda Artic працюють у Фінляндії та Німеччині. З моменту придбання Transtech компанією Škoda Transportation продаються під назвою Škoda ForCity Smart Artic.

## Загальний огляд
В 2015—2021 роках виготовлено 74 вагони.
| Держава   | Місто     | Стаття                                | Роки доставки | Кількість вагонів | Реєстраційні номери після доставки | Примітки | Джерело     |
| --------- | --------- | ------------------------------------- | ------------- | ----------------- | ---------------------------------- | -------- | ----------- |
| Фінляндія | Гельсінкі | Гельсінський трамвай                  | 2013          | 1                 | 401                                | прототип | [ 1 ] [ 2 ] |
| Фінляндія | Гельсінкі | Гельсінський трамвай                  | 2014          | 1                 | 402                                | прототип | [ 1 ] [ 2 ] |
| Фінляндія | Гельсінкі | Гельсінський трамвай                  | 2016          | 16                | 403–418                            |          | [ 1 ] [ 2 ] |
| Фінляндія | Гельсінкі | Гельсінський трамвай                  | 2017          | 22                | 419–440                            |          | [ 1 ] [ 2 ] |
| Фінляндія | Гельсінкі | Гельсінський трамвай                  | 2018          | 19                | 441–459                            |          | [ 1 ] [ 2 ] |
| Фінляндія | Гельсінкі | Гельсінський трамвай                  | 2019          | 13                | 460–472                            |          | [ 1 ] [ 2 ] |
| Фінляндія | Тампере   | Трамвай Тампере                       | 2020          | 1                 |                                    |          | [ 3 ]       |
| Німеччина | Шенайхе   | Трамвай Берлін — Шенайхе — Рюдерсдорф | 2020          | 1                 | 53                                 |          | [ 4 ]       |

### Гельсінкі
Трисекційний повністю низькопідлоговий трамвай з чотирма поворотними візками та вісьма ведучими осями.
Асинхронні тягові двигуни з повітряним охолодженням і конічними коробками передач мають живлення від тягових перетворювачів з елементами IGBT. Кузов теплоізольований, має склопакети, опалення та кондиціонер.

Трамвай довжиною 27,6 м розрахований на колію 1000 мм і може вмістити максимум 199 пасажирів.
Посадочні платформи вагона розташовані на висоті 360 мм над головкою рейки, найвища точка підлоги досягає висоти 520 мм над головкою рейки.

Інші трамваї з сімейства ForCity Smart (моделі Škoda 39T та Škoda 40T) базуються на дизайні Artic.

### Шенайхе
У жовтні 2018 року Škoda Transtech продала два трамваї пре-серії Artic Трамвай Берлін — Шенайхе — Рюдерсдорф. У квітні 2019 року замовили ще один вагон Škoda Artic.

### Тампере

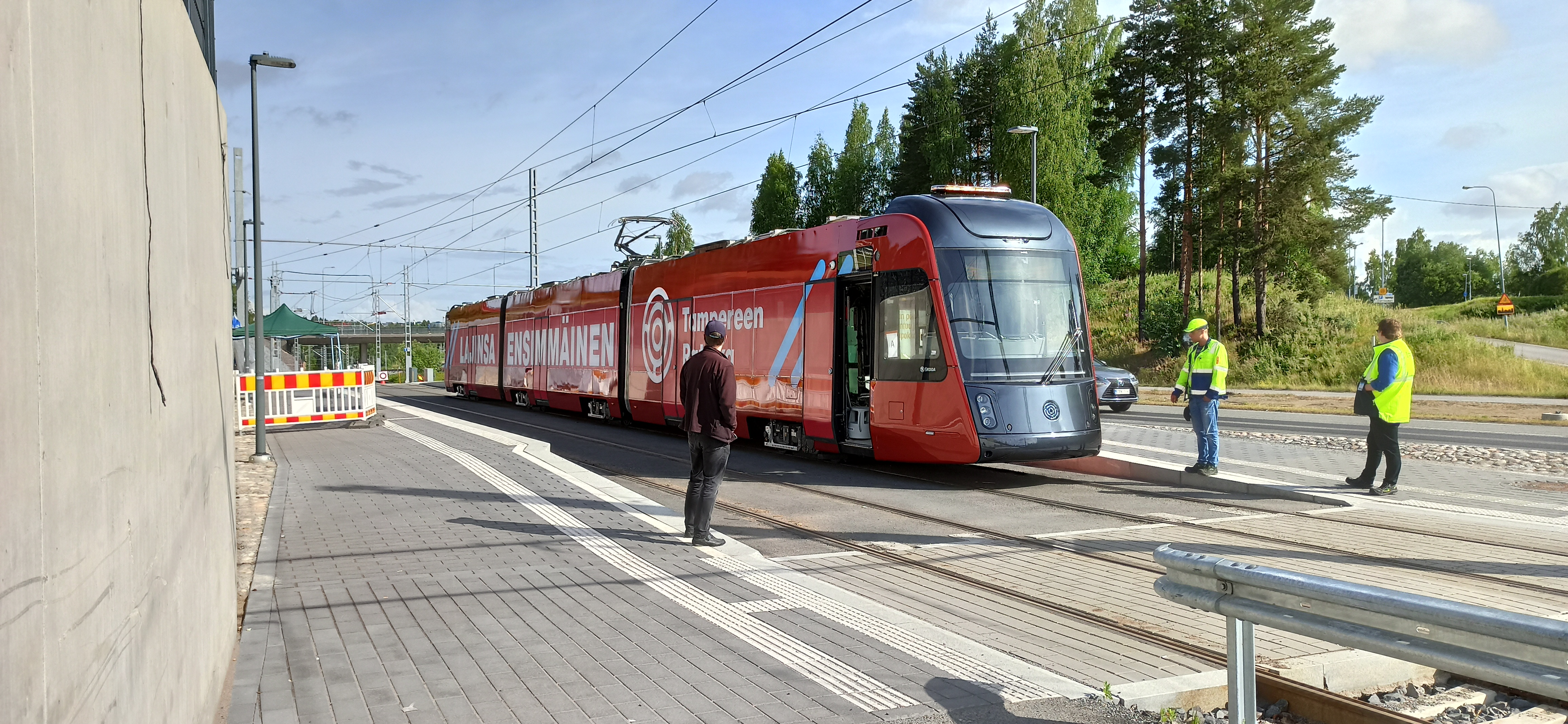
Трамвай Artic X34 у Тампере.

Двоспрямовані трамваї Artic також будуть поставлятися до міста Тампере у Фінляндії для трамвайної мережі, що має бути відкрита в 2021 році.
Всього буде виготовлено 19 одиниць (з можливістю додаткових 46 одиниць для майбутніх розширень).
Колія для даних трамваїв має стандартну ширину 1435 мм, тому вагони Artic для Тампере мають ширину 2,65 м.
Транспортні засоби мають 37 м завдовжки, їх можна подовжити до 47 м.
Вагони Artic для Тампере мають пасажиромісткість: 264 пасажири (64+40 сидячих, 200 стоячих, 4 особи/м²).

### Гайдельберг, Мангайм/Людвігсгафен
У червні 2018 року Škoda виграла тендер для компанії Rhein-Neckar-Verkehr GmbH і поставить 80 двоспрямованих трамваїв Artic для колії 1000 мм, мереж трамвай Мангайма — Людвігсгафена та Гайдельберзький трамвай. Контракт містить опціон на 34 додаткові вагони.
Контракт підписано на постачання 31 одиниці 30-метрових трамваїв (три модулі), 37 одиниці 40-метрових трамваїв (чотири модулі) та 12 одиниць 60-метрових трамваїв (шість модулів), найдовших трамваїв у світі станом на 2018 рік.

### Пльзень
У жовтні 2018 року міська транспортна компанія міста Пльзень замовила 2 трисекційні двоспрямовані трамваї Škoda 40 T
(також відомі як Škoda ForCity Smart Pilsen) з можливістю замовлення 20 додаткових транспортних засобів.

Загальна місткість трамвая довжиною 29 м становитиме 185 пасажирів.
Трамваї будуть на 100 % низькопідлоговими та повністю кондиціонованими.
Перший трамвай мали поставити у жовтні 2020 року, але через пандемію COVID-19 доставку відкладено.

### Острава
У вересні 2018 року Škoda Transportation підписала контракт із міською транспортною компанією Острави
на 40 одиниць двосекційних трамваїв Škoda 39 T (також відомих як Škoda ForCity Smart Ostrava)

Вагони матимуть довжину 26,5 м і вміщатимуть 200 пасажирів.
Перший трамвай мали поставити у третьому кварталі 2020 року, але через пандемію COVID-19 доставка буде перенесена.